# キャサリン・ミドルトンのウェディングドレス
この記事は、キャサリン・ミドルトンが2011年4月29日に行われたケンブリッジ公ウィリアム王子との結婚式の際にまとったウェディングドレスについて説明する。このドレスをデザインしたのは、高級ファッションブランド、アレキサンダー・マックイーン社のクリエイティブ・ディレクターであるイングランド人デザイナーサラ・バートンであった。
ドレスとメーカーは、式の直前にキャサリンがウェストミンスター寺院に入るべく車から出てくるときまで、公式には発表されていなかった。デザインや象徴性、西洋のウェディングドレスのトレンドへの予想される影響が注目されたので、ドレスはメディアで待ち望まれ、たくさんの論評が生まれた。ドレスのレプリカが生産、販売され、実際のドレスは2011年7月23日から10月3日にかけてバッキンガム宮殿の年一回開催される夏の展示会で展示された。

## 結婚式前の推測
式以前には、キャサリンがドレスとして何を選ぶかについてたくさんの推測が飛び交った。3月6日付サンデー・タイムズ紙は、彼女はマックイーン社のデザイナー、サラ・バートンを選んだと推測のもと報道した。記事は、「ファッション関連のニュースソースによると、ドレスはキャサリン自身のアイディアと、バートンの最先端の流行への深い知識と理解が組合わさったものになるだろう、という」と記した。しかしマックイーン社とバートンは共にいっさいの関わりを否定した。
バートンの作品がキャサリンの目に止まったのは、2005年にコーンウォール公爵夫人カミラの息子であるトム・パーカー・ボウルズの結婚式に出席したときだった。バートンはパーカー・ボウルズの花嫁、ファッションジャーナリストであるサラ・バイズのウェディングドレスをデザインしていたのだ。
ドレスのデザインを手掛ける人として、ほかにもフィリッパ・レプリーやヴィクトリア・ベッカム、ソフィー・クランストンが立ち上げたリベールラ、ジャスパー・コンラン、エリザベス・エマニュエル、ダニエル・イッサ・ヘラエル、ケレン・クレイグとジョージナ・チャップマン率いるマルチェサ、ステラ・マッカートニー、ブルース・オールドフィールド、キャサリン・ウォーカーらの名が推測された。
ブックメーカーのあいだでは、バートンがドレスを作るとの見込みがあまりに高まり、地元ブックメーカーのウィリアムヒルは式の数週間まえから賭け金受け取りを停止していた。ダイアナ妃のウェディングドレスを共同でデザインしたデイヴィッド・エマニュエルは、カナダ人ファッション・ジャーナリストのジーニー・ベカーに「マックイーンはグッチの傘下にあり、グッチはイタリアの会社だ。ケイトがもしマックイーンを選ぶのならば、はじめて英国のブランドが選ばれないことになる。そしてイタリア人は大いに喜ぶだろう」とコメントした。
ヒストリック・ロイヤル・パレスの主任学芸員、ジョアンナ・マーシュナーによると、「メディアの期待が高まるにつれ、ドレスの完成度も高められなければならない。ウェストミンスター寺院にたくさんの報道陣がつめかけるということは、ドレスはそうした場に恥じないものでなくてはならず、また実に、どんなに詮索されても高い評価を得るに足るようなすばらしいデザインのものでなくてはならないことを意味している」。

## デザイン

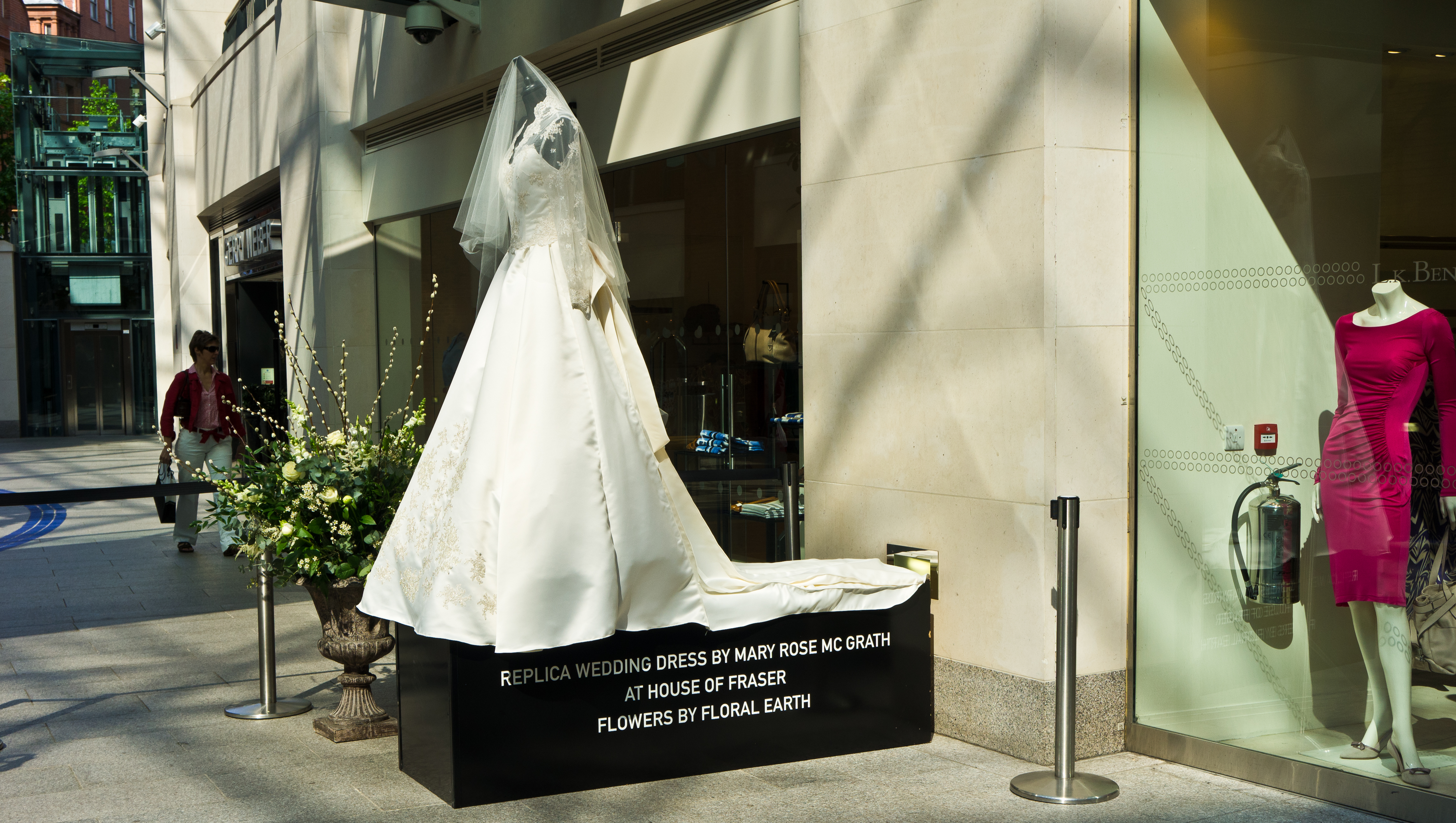
ベルファストにある店の外に置かれたドレスのレプリカ

公式の声明によると、キャサリンは伝統と現代性を融合したいと望み、「アレキサンダー・マックイーンの作品を特徴づけるような芸術的なビジョンをもったもの」がいいと思っている。キャサリンとバートンは一緒に念入りにドレスのデザインを練り上げた。英国の タブロイド紙、ニュース・オブ・ザ・ワールドによると、秘密を維持するために、王立刺繍学校の刺繍技術者は、ドレスはある「時代もののテレビドラマ」の衣装に使われることになっていて、お金はいくらかかってもかまわないと初めは伝えられていた。その結果、ドレスは25万ポンドであると広く報じられた。ただし、 クラランス・ハウスのスポークマンはその報道を否定した。
アイボリー色のサテンの身ごろは、腰に軽く芯が入っており、ウエスト部分で細くなっていて、ヴィクトリア朝様式のコルセットに着想を得た。そのコルセットは特にマックイーンの特徴であった。身ごろには、機械レースから切り抜いた花のモチーフが組み入れられていたが、そのモチーフはハンプトン・コート宮殿にある、王立刺繍学校の人々によってシルク製のチュールにアップリケされたものであった。背部には、ガザルやオーガンザでできた58個のボタンがあり、ボタンは巻きリボンの輪でとめてあった。スカートやペティコートの飾り、ドレスの後ろのすそ（270cm＝110インチ）も同じ方法でレースのアップリケが施された。ドレスの身ごろの中心は、サラ・バートンにより特別に調達された英国の生地である、アイボリー色と白色のガザルで作られ、一輪の満開の花を思わせるゆったりとしたスカートには床まで広がった緩やかなひだがついていて、背中にはヴィクトリア朝様式の小ぶりな腰当てがつけられ、長さ3m足らずの短いすそで仕上げられていた。例の英国の結婚式での慣習のうち、「何か青いもの」(サムシング・フォー参照）を部分的に満たすよう、青いリボンがドレスの中に施された。「何か古いもの」とは、19世紀のスタイルのレースが特徴であるドレスの身ごろのデザインであった。
英国の報道機関はウェディングドレスに用いられたレースに相当な興味を示したが、その記事は、入手できた資料によって様々だったので、同じような間違っていたり誤解を生むような情報によって漠然としたことしかつかんでいなかったようだ。レースについて実のところは、身ごろのデザインは、アイルランドのリメリックレースやカリックマクロスレースに代表され、19世紀後半に人気であった装飾されたチュールのデザインと同じような効果をねらったものだ。カリックマクロスレースについては、機械製のチュールが、花やほかのモチーフが様々な手刺繍技術によりつくられる際の、その元の素材として使われている。王立刺繍学校からの報道陣向けの発表によるとキャサリンのウェディングドレスに使われた技術は、伝統的なカリックマクロスのレースに「影響をうけ」たが、技術自体は、全く異なるもので、現代的な工夫である。というのも19世紀後半のレースでは、花のモチーフは19世紀につくられた巨大な装置でつくられた長いレースから切り取られ、機械レースに刺繍されていた。3つの会社、フランスのソフィ・アレット、ソルスティス、イギリスダービーシャー、イルキストンのクルーニーレース会社がドレスのためのレースをつくったと知られている。機械レースは「イングリッシュクルーニー」や「シャンティイ」と称されるが、同じ名称でもっと古い、手製ボビンレースと混同してはならない。レースはドレスのために特別に注文されたのではなく、在庫品から選ばれた（以前まで、ただソフィ・アレットの「950264」としてしか知られていなかったものが、今や「ケイトのレース」として知られている）。それゆえ、利用できる花のモチーフはパターンの中にあったものであった。バラともしかするとシャムロックは身ごろに施されているのがみてとれるかもしれない。しかし英国の4地域を象徴する花としてそろえる必要があり、口にされることの多いラッパスイセンやアザミについては、事実の潤色であるきらいはあった。

## 評判と影響
キャサリンのドレスについて、メディアではファッション専門家からのたくさんの批評が生まれ、ドレスはとても好評であった。ドレスのデザインは主として伝統的であり、1950年代のドレスから着想を得たものだと言われた。 カール・ラガーフェルドはこう書いている。「古典的なドレスで、ウェストミンスターの装飾ととても調和している。1950年代のエリザベス2世の王室結婚式を彷彿させるほどであった。裾の長さがよく、レースもとても可愛らしい。私はベールがとても気に入った」。
ケンゾーのアントニオ・マラスは、こう述べた。「ブランドの選択やドレスのスタイルは、最新鋭のファッションと伝統が巧みに融合されたもので、それは実に英国的なことだ。グレース・ケリーやエリザベス2世のドレスと比べる人もいるかもしれないが、キャサリン妃のドレスの方がよりシンプルでより現代的である」。
キャサリンのドレスのレースをまとった身ごろは、1956年にグレース・ケリーがモナコ大公レーニエ3世との結婚のときに着たドレスのレースと呼応したものだということだ。マーガレット王女のウェディングドレスとも比較がなされた。バッジェリーミシュカのマーク・バッジェリーはこう記した。「長年にわたり賞賛されることになるドレスだ。全てのドレスが賞賛され続けてゆくわけではない。このドレスは世界中の花嫁が着たいと思うだろう。1950年代の舞踏会用ドレスのような少しばかりのヴィンテージ感があり、今から30年後に、キャサリン妃のお嬢さんが着ても華麗に見えるほど永遠に廃れないデザインだ」。
そうした中、オスカー・デ・ラ・レンタは、「とても伝統的な結婚式用のとても伝統的なドレスだった。見せびらかしではない。ドレスの裾は50メートルもの長さがあるわけでもなく、度を超えた複雑な刺繍が施されているわけでもなかった。このドレスはまさに、たいして着飾ることを必要としていない魅惑的な娘のためのとても伝統的なドレスなのであった」と述べた。
また、ウィリアム王子の母親にあたるダイアナ妃のウェディングドレスとの比較もなされた。ヴェラ・ウォンは「ダイアナ妃のドレスは、純真で気まぐれな感じがあり、まるでおとぎ話のようだった。これに対して、キャサリン妃のドレスは、単なるドレスそのものをはるかに超えるものだった。サラ・バートンは、いつか王妃になる現代の花嫁のために、古典主義に対する新しい考え方を伝えたのだ」と述べた。ダイアナ妃のウェディングドレスを作った、エリザベス・エマニュエルは、次のように言った。「1981年に起こった通り、彼女が通路を歩いていくのをスケッチブックをもった人々がじっとみていて、さらにミシン工やパタンナーも準備万端で待っているのだ。翌朝までには、繁華街にたくさんのコピーものが出回るだろう」。エマニュエルは、キャサリンのドレスは様々な人の体型に合うだろうと言う。

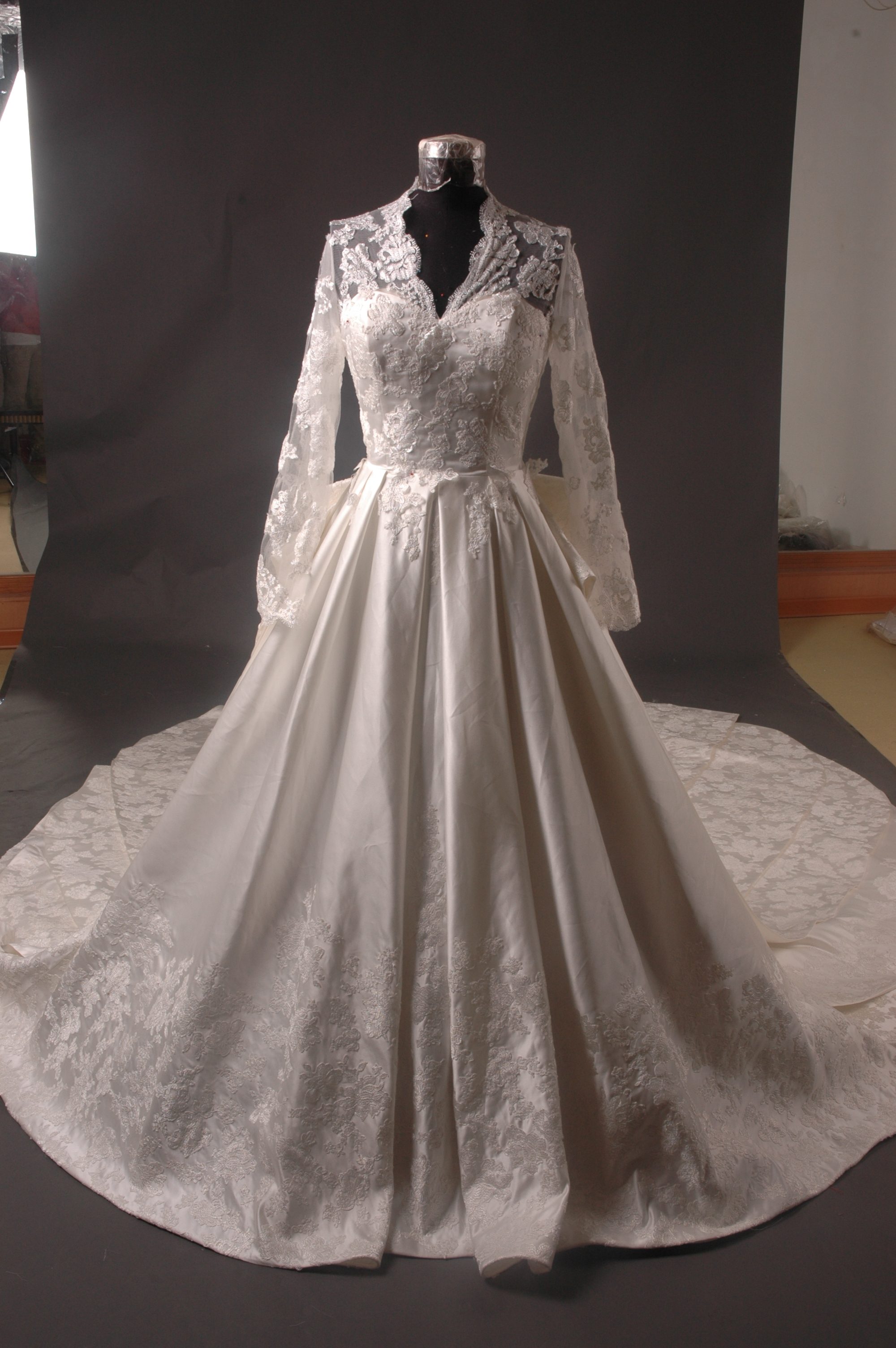
王室結婚式の4週間後に一般に売り出された、中国製のドレスのレプリカ

キャサリンのドレスのスタイルは、今後数年間、ウェディングファッションに影響を与えるだろうという多くの予測があった。『ウェディングベルズマガジン』の編集長、アリソン・マックギルは、「長袖を着るという彼女の選択は、ストラップレスのウェディングドレスへの大きな別れを告げていると思う」と言った。 
トロントに拠点を置く、イネディサントブランドのヴェロニカ・ディ・サント=アブラモヴィッチは、「キャサリン妃のドレスは今後数年間見かけるようになる結婚のスタイルに多大な影響を与えるだろう。王族の人や高い地位にいる人が結婚すると、いつもそれから数年間流行が起こるのだ。例えば、頭に浮かぶ注目すべき二人の花嫁、ダイアナ妃とキャロリン・ベセット＝ケネディのドレスである」と話した。
タイムズからコンテストの賞品として依頼された、ある英国の会社のレプリカは、キャサリンがウェストミンスター寺院に向かって車で移動し始めてから5時間もしないうちに、完成した。その会社は一日で莫大な問い合わせを受けたが、レプリカを販売する前に弁護士に意見を求めなければならないと述べた。ニュージーランドのファッションデザイナー、ジェーン・イェは、キャサリンの結婚式のあと、夜中かかってドレスのコピーをつくっていた。
中国のドレスメーカーは、報道陣に、結婚式から一週間後にコピー商品が入手可能になると思われると伝えた。そのうちのあるメーカーは、もっと早くから在庫の準備ができるように前もって情報が流れてこなかったことに失望の意を表した。また、70-90ポンドという小売価格を提案するメーカーもあった。
アレキサンダー・マックイーンのブランドを選んだことについて、マックイーンが2010年に自殺していたので、ユベール・ド・ジバンシイは、「すばらしい考えだ。すてきな敬意の表し方だった」と述べた。
キャサリンのドレスは、このロイヤルウェディングの他の品々とともに、2011年7月23日から2011年10月3日までバッキンガム宮殿に展示されていた。白い照明に照らされた頭のないマネキンに、ドレスとティアラを着せたという展示の仕方に対し、2011年7月にキャサリンと展示を私的に見て回った女王は「忌まわしい」と言った。マイクは、女王がキャサリンに「ひどくぞっとしますね」という声を拾いとっていた。それに対してキャサリンは、「3Dの効果」があるのだと返していた。
ドレスは2011年の夏、バッキンガム宮殿へ記録的な数の入場者を呼び寄せるのに役立った。また、宮殿の修復だけでなく、キャサリン本人の慈善基金に、約800万ポンド集めることにも一役買った。